# 盘绕狸藻
盘绕狸藻（学名：Utricularia circumvoluta）為狸藻屬中型食虫植物。其种加词“circumvoluta”来源于拉丁文“circum”和“volutus”，意为“环绕”和“卷”。盘绕狸藻为澳大利亚北领地和昆士兰的特有种。其陆生于沼泽及溪流或潟湖旁，通常存在于高大的禾草及莎草之间的浅水中，其花序常缠绕于周围的植被上。1986年，彼得·泰勒最先描述了盘绕狸藻。其与攀梗狸藻（U. scandens）十分相似，所以时常混淆。